# Macintosh IIfx
Le Macintosh IIfx est l'ordinateur le plus puissant de la gamme Apple Macintosh à sa sortie, en mars 1990. Il reprend le boîtier du Macintosh IIx mais est nettement plus puissant : son microprocesseur Motorola 68030 atteint la fréquence de 40 MHz et il possède une mémoire cache de niveau 2. Il utilise un nouveau type de mémoire vive de type SIMM 64 broches. En plus d'un coprocesseur Motorola 68882, il intègre deux puces MOS Technology 6502 uniquement destinées à gérer les entrées/sorties (dont une pour le son). Il était vendu entre 9 000 $ et 12 000 $ selon la configuration l'année de sa sortie aux États-Unis.
Il reste le plus puissant Macintosh à base de 68030, et est remplacé dans le haut de la gamme en octobre 1991 par la série des Macintosh Quadra à base de processeur 68040.